# سلم جوي

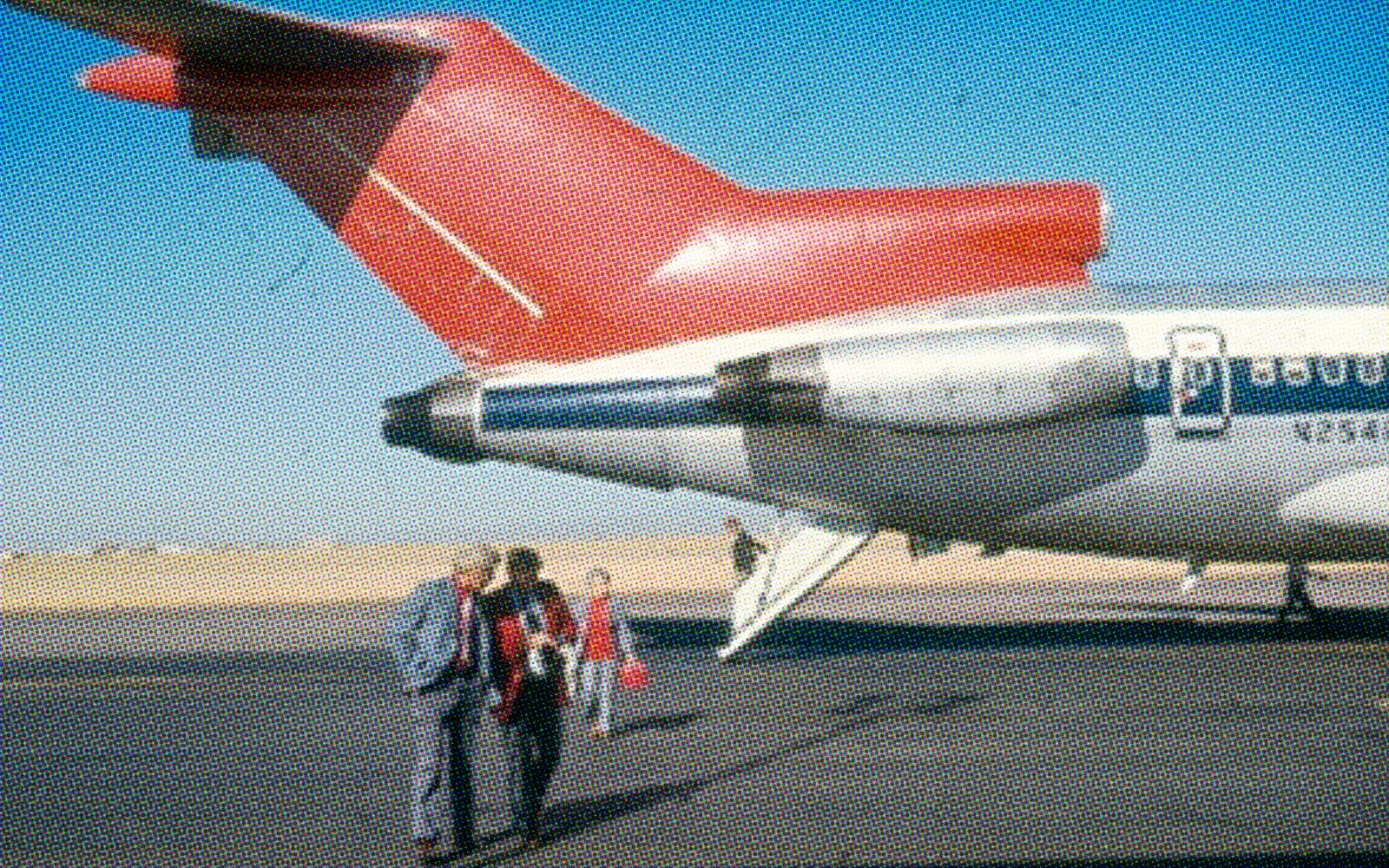
تم نشر طائرة خطوط نورث ويست الجوية بوينغ 727 مع السلم الخلفي

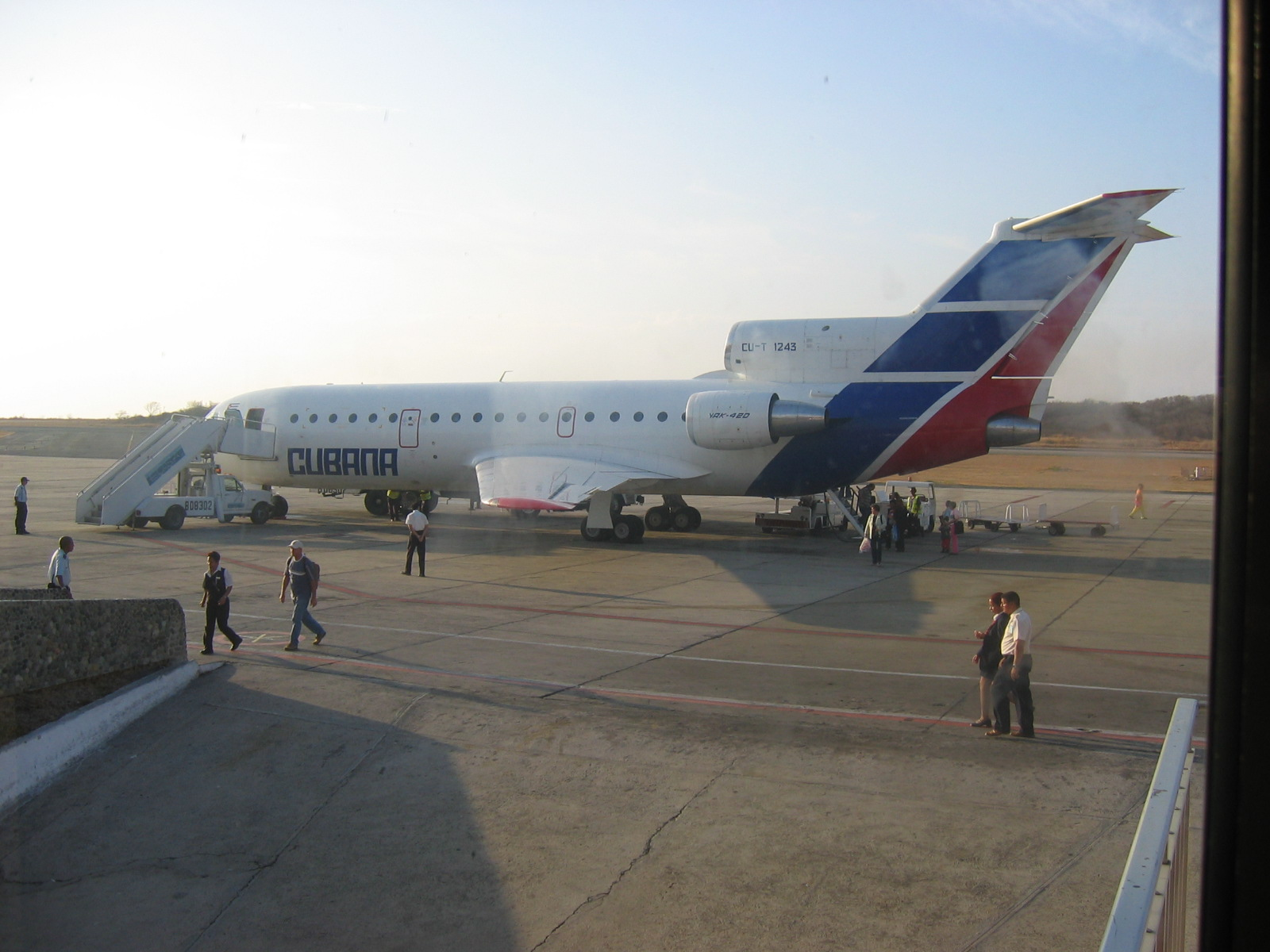
طائرة الخطوط الجوية الكوبية ياك-42D مع سلم جوي خلفي مفتوح

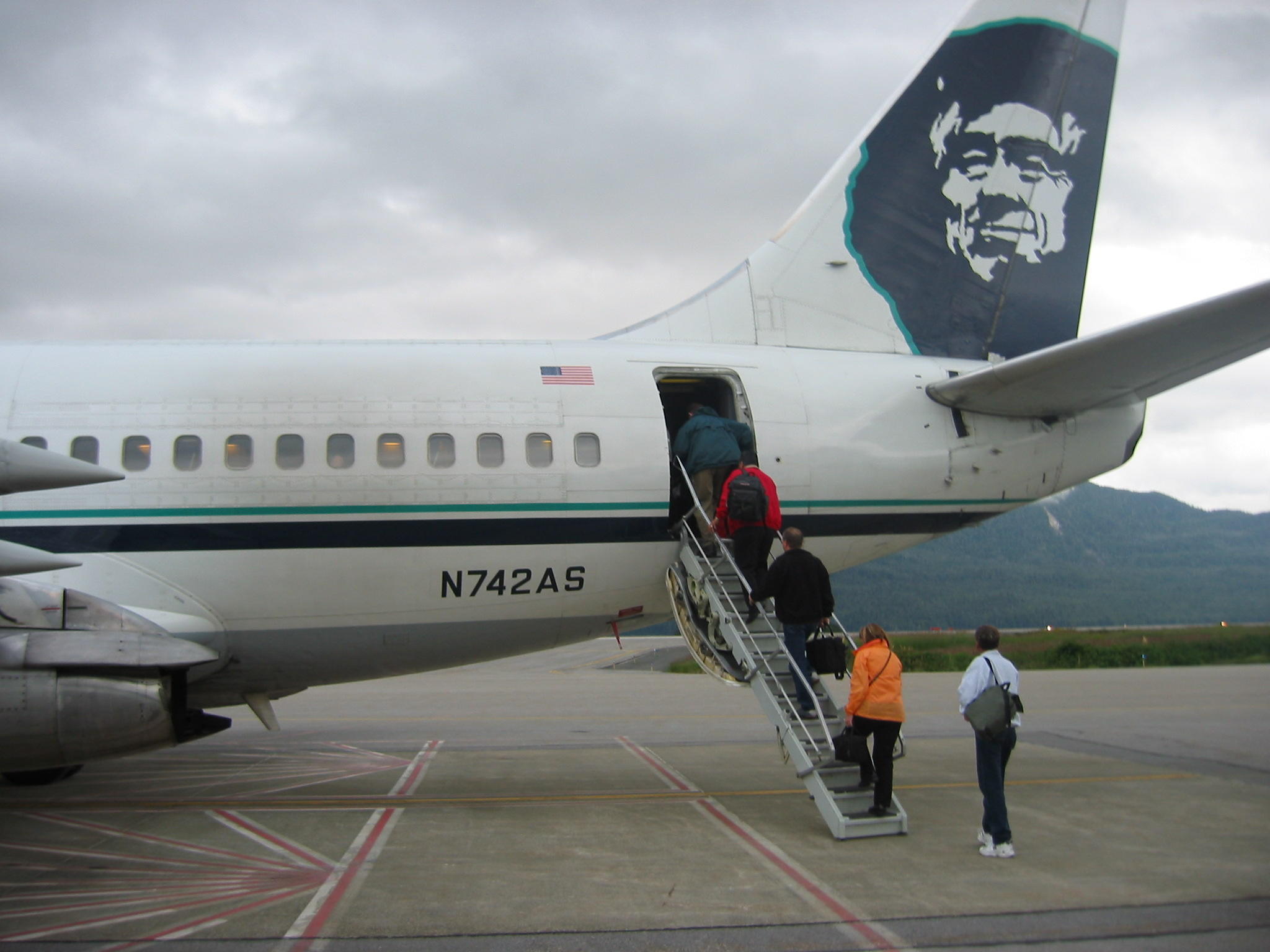
مهبط على جانب طائرة 737-200 "كومبي" تابعة لخطوط ألاسكا الجوية

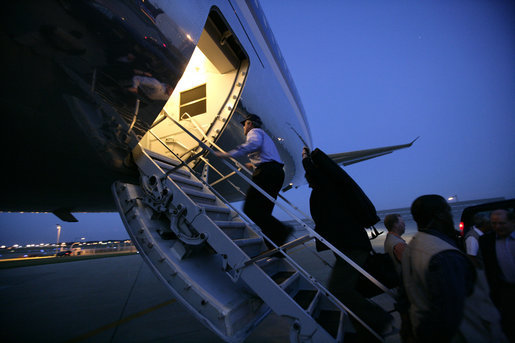
جورج دبليو بوش يصعد على متن في سي-25 عبر سلم جوي

سلم جوي أو درج جوي (Airstair) هو مجموعة من الخطوات المضمنة في الطائرة بحيث يمكن للركاب الصعود إليها والنزول منها. غالبًا ما يتم بناء السلالم في باب على طراز صدفي على متن الطائرة. تلغي الهوائيات الحاجة إلى استخدام الركاب لجسر إركاب  أو لسلالم المتحركة للصعود إلى الطائرة أو الخروج منها، مما يوفر مزيدًا من الاستقلالية عن الخدمات الأرضية. من أوائل الطائرات التي ظهرت فيها مهبطات الطائرات مارتن 2-0-2 ومارتن 4-0-4. تم أيضًا تحديث بعض طرازات دوغلاس دي سي-3 بسلالم جوية. مع تطور البنية التحتية للمطارات، انخفضت الحاجة إلى السلالم الجوية، حيث غالبًا ما تتوفر الممرات النفاثة أو السلالم المتنقلة.
نادرًا ما تستخدم الطائرات ذات البدن العريض السلالم الجوية، حيث أن الأبواب أعلى بكثير فوق سطح الأرض من الطائرات ضيقة البدن. أحد الاستثناءات الملحوظة هو لوكهيد إل-1011، وهي الطائرة الوحيدة ذات الجسم العريض التي تتميز بمهبطات جوية بارتفاع كامل. أما الطرازان العريضان الآخران الوحيدان المزودان بسلالم جوية، وهما في سي-25 وإليوشن إي أل-86، فهما يحتويان على سلالم جوية من خلال عنبر الشحن، مع خطوات داخل المقصورة للوصول إلى هذه السلالم.
تم تصميم بعض الطائرات، مثل بوينغ 727 وماكدونيل دوغلاس دي سي -9، لتحسين الخدمات الأرضية، مع نزول الركاب من المقدمة بينما يتم صيانة الطائرة من الخلف، مما يتيح تحولات أسرع.
تُستخدم الطائرات أيضًا كإجراء أمني، على سبيل المثال على الطائرات التي تقل رئيس الولايات المتحدة، مما يسمح بصعود كبار الشخصيات للطائرة في أي وقت - مع أو بدون تعاون الخدمات الأرضية.

## تصميم
يتم وضع السلالم الجوية البطنية في معظم الطائرات ذات المحركات الخلفية، مثل بوينغ 727 وماكدونل دوغلاس دي سي-9 وإم دي-80 وإم دي-90 وباك 1-11 وسلسلة ياكوفليف ياك-40 / ياك-42، ويتم دمجها كمنحدرات تنخفض من جسم الطائرة. يوجد في إليوشن إي أل-86 ثلاثة مهبط للطائرات على جانب الميناء.
يوجد النوع الأكثر شيوعًا من السلالم في معظم طائرات رجال الأعمال والطائرات الإقليمية والطائرات الصغيرة الأخرى، وهو درج مدمج داخل باب الركاب الرئيسي، والذي يتم إنزاله إلى الخارج. جعلت الطائرات مثل سلسلة فوكر إف 28 وفي إف دبليو-فوكر 614 هذا التصميم شائعًا. الدرج هو في الواقع جزء من الباب وليس درجًا متصلًا. هذا التصميم فعال ونظرًا لأن الطائرة التي تستخدمها منخفضة على الأرض، يمكن أن يظل التصميم بسيطًا ولا يضيف تعقيدًا أو وزنًا إلى التصميم، وهي واحدة من أكبر المشاكل مع تجميعات السلالم . تم استخدام التصميم أيضًا مع مجموعة أحادية الطول من السلالم الممتدة على متن الطائرات مثل مقصورة الشحن في الطائرة العريضة إليوشن إي أل-86 (المدخل الرئيسي للطائرة للركاب)، بوينغ في سي-25، وصالات بطن ثلاثة لوكهيد إل-1011.
يتم استخدام نوع آخر واسع الانتشار من السلالم الجوية للأبواب الأمامية. ينثني الدرج ويختبئ أسفل أرضية الباب ويتم نشره من جسم الطائرة أسفل الباب الأمامي مباشرة. يوجد هذا النوع من الطائرات في العديد من الطائرات قصيرة المدى مثل بوينغ 737 ودوغلاس دي سي-9 وبعض طائرات إيرباص إيه 320. الآلية أيضًا ثقيلة جدًا؛ نتيجة لذلك، قامت العديد من شركات الطيران بإزالة هذا النظام لتقليل وزن الطائرة.
تم استخدام تصميم فريد من نوعه للأبواب الخلفية لطائرة 737 كومبي، والتي تتكون من باب صدفي ينزل إلى الأسفل لفتح مثل طائرة رجال الأعمال، ولكن بعد ذلك كان لديه سلالم تم تخزينها بثلاث طيات في منحنى الباب، والتي من شأنها أن تتكشف على الأرض. كان هذا النظام مرهقًا للغاية، وكان عرضة للتلف، وبالتالي تمت إزالته من قبل العديد من مستخدميه.
تم العثور على التصميم الأكثر غرابة للهواء في لوكهيد إل-1011، والذي كان عبارة عن سلم جوي بارتفاع كامل تم تخزينه في حجرة شحن وسمح بالوصول من باب الركاب الخلفي الأيمن إلى الأرض. كان هذا التصميم في النهاية كبيرًا وثقيلًا جدًا، وشغل مساحة شحن قيمة، ونادراً ما تم استخدامه.
تم تصميم السلم الجوي الأصلي على متن الطائرة من قبل (Winters Aircraft Engineering Company) منذ أكثر من 30 عامًا. (Airweld Incorporated) هي المالك الحالي لشركة (STC) ولديها (FAA PMA) لجميع (STC) الأصلية الصادرة إلى (Winters)، بالإضافة إلى (STC) الصادرة إلى المصنّعين اللاحقين بما في ذلك (Kaiser Aerospace) و (WAPCO) و (Advanced Aerospace). يمكن العثور على السلم الجوي القابل للطي على متن الطائرة في العديد من الطائرات العسكرية والحكومية الأمريكية والأجنبية بما في ذلك بوينغ E4B وكذلك طائرات (VIP) في جميع أنحاء العالم. السلم الجوي على متن الطائرة هو عبارة عن سلم جوي متعدد الأقسام (3 أو 4 أو 5 أجزاء) يمكن تثبيته إما في الأبواب الأمامية أو المركزية أو الخلفية. عند التراجع / الإغلاق، يجلس السلم على مسار ويتم تخزينه عادةً في خزانة إما إلى الأمام أو الخلف أو العرض.

## كمخرج بالمظلات

رسم متحرك يمثل دي بي كوبر وهو يقفز بالمظلة من السلم الخلفي بفدية قدرها 200000 دولار. قفز من رحلة الخطوط الجوية الشمالية الغربية رقم 305 التي تديرها طائرة بوينغ 727 التي اختطفها (انقر لمشاهدة الرسوم المتحركة)

يمكن استخدام السلم الخلفي، البطني، كوسيلة آمنة للهبوط بالمظلة من طائرة مزودة بواحد. تمت محاولة ذلك في 24 نوفمبر 1971 من قبل خاطف غير معروف، معروف على نطاق واسع باسم لوكهيد إل-1011، الذي قفز من طائرة بوينغ 727 جنبًا إلى جنب مع 200000 دولار أمريكي من أموال الفدية. ومع ذلك، من غير المعروف ما إذا كان قد نجا من القفزة. في وقت لاحق، قام عدد من الأفراد بعمليات اختطاف مقلدة ضد طائرات بوينغ 727 وهبطوا بالمظلات بأمان على الأرض، على الرغم من أن السلطات ألقت القبض عليهم جميعًا. لمنع ذلك، تم طلب تزويد طائرات بوينغ 727 بجهاز بسيط يعرف باسم ريشة كوبر التي حالت دون فتح السلم البطني أثناء الطيران.
تم استخدام السلم الجوي الخلفي للطائرة DC-9 للسماح بعمليات القفز بالمظلات الترفيهية.
أثناء تجربة تحطم طائرة بوينغ 727 عام 2012، أقلع طاقم الطائرة في طائرة بوينغ 727 التي كان من المقرر أن تتحطم وتوجهت إلى موقع صحراوي تم اختياره مسبقًا قبل الهبوط بالمظلة بأمان من السلم، حيث طلبت الحكومة المكسيكية أن يتم تحليق الطائرة. طاقم بشري لجزء من التجربة، خاصة وأن مسار الطائرة إلى موقع التحطم يمر فوق مناطق مأهولة بالسكان. ثم تم إطلاق الطائرة 727 عمدًا إلى الأرض تحت جهاز التحكم عن بعد.